# Ken Baumann
 (octobre 2018).
Si vous disposez d'ouvrages ou d'articles de référence ou si vous connaissez des sites web de qualité traitant du thème abordé ici, merci de compléter l'article en donnant les références utiles à sa vérifiabilité et en les liant à la section « Notes et références ».
Kenneth Robert Tuff Baumann, dit Ken Baumann, (né le 8 août 1989 à Urbana, Illinois) est un acteur, écrivain, éditeur et concepteur de livres américain.

## Biographie

### Enfance
Baumann est né à Urbana (Illinois), fils de Vicki et de Robert Baumann. Il a grandi à Abilene, au Texas, où sa famille possédait et exploitait un ranch de chevaux miniatures et un centre de sauvetage pour animaux sauvages.

### Carrière
Sa mère étant coach d'acteurs et agente d'artistes, Ken a commencé sa carrière dès l'âge de 11 ans. À 14 ans, il déménage à Los Angeles et décroche un rôle dans le long métrage Riding the 9. En 2005, il figure au générique de l'épisode pilote de la série Don't Ask, qui ne verra malheureusement pas le jour.
Il participera par la suite à divers téléfilms et courts métrages, dont Sixty Minute Man et Wölfe im Wald, avant d'obtenir le rôle qui lui permettra de se faire connaitre du grand public, celui de Ben Boykewich dans la série La vie secrète d'une ado ordinaire. En parallèle à cette série, il tourne dans quelques longs et courts métrages en plus de faire des apparitions dans les séries Castle et Eli Stone. Toutefois, après l'annulation de La vie secrète d'une ado ordinaire, au terme de sa cinquième saison, en 2013, il a quitté le devant de la scène, se concentrant sur d'autres projets.
En effet, Baumann est également auteur et éditeur. Il dirige Sator Press, une maison d'édition à but non lucratif qu'il a créée en 2009. Il est designer pour cette maison d'édition, de même que pour Boss Fight Books, pour laquelle il a créé de nombreuses couvertures de livres. Après avoir scénarisé un court métrage, We Speak, en 2012, il publie son premier roman, Solip, en 2013. Depuis, il a signé cinq autres livres, tant des romans et de la poésie que des essais.
Il est aussi l'auteur des romans Say, Cut, Map, du livre non documenté EarthBound ainsi que de divers essais, nouvelles et poèmes. Il possède et exploite Sator Press, une maison d'édition à but non lucratif 501(c)(3), il est le créateur de la série pour Boss Fight Books et a co-publié No Colony, une revue littéraire, avec Blake Butler.
Il est cofondateur de l'application iOS Sweetspot et investisseur providentiel sur la plateforme d'apprentissage Memrise. Il travaille actuellement au St. John's College de Santa Fe (Nouveau-Mexique).

### Vie privée
En 2012, la maladie de Crohn lui a été diagnostiquée.
Il s'est marié avec l'actrice Aviva Farber le 16 juin 2012 à Malibu, en Californie.

## Filmographie

### Télévision

#### Séries télévisées
- 2008 : Eli Stone : Peter Johnson
- 2008-2013 : La vie secrète d'une ado ordinaire : Ben Boykewich

- 2010-2011 : Castle : Ashley Liden, le premier petit ami de Alexis (à partir de la saison 3)

#### Films (long/couts métrages)
- 2003 : Riding the 9 : Scott
- 2004 : Consideration : Albert
- 2004 : Birdie & Bogey : Party Boy
- 2005 : Falling : Little Jimmie
- 2006 : Wölfe im Wald : Peter
- 2006 : The Other Mall : Trevor
- 2006 : Sixty Minute Man : Michael Hendersen
- 2007 : Spring Break '83 : Jimmy
- 2008 : Whore : Kenny
- 2009 : Here's Herbie : Mike
- 2010 : Hey Jenny
- 2012 : The Cottage : Justin
- 2012 : We Speak : Ken
- 2013 : Call Me Crazy: A Five Film : Luke

#### Derrière la caméra
- 2012 : We Speak : scénariste
- 2020 : Once a Marine : producteur exécutif